# Das geteilte Glück
Das geteilte Glück ist ein deutscher Fernsehfilm des Regisseurs Thomas Freundner aus dem Jahr 2010. Das Drehbuch schrieb Stefan Dähnert. In dem humorvoll erzählten Drama um die vertauschten Kinder zweier in unterschiedlichen sozialen Verhältnissen lebender Familien spielen Petra Schmidt-Schaller und Udo Wachtveitl die Hauptrollen.

## Handlung
Nicole Wagner lebt mit dem Gerüstbauer Grille und drei Kindern aus Beziehungen zu verschiedenen Männern unter ärmlichen Bedingungen in einer Freiburger Hochhaussiedlung. Als Dennis, der gemeinsame Sohn des Paares, eine Bluttransfusion benötigt, stellt sich heraus, dass er nicht Grilles leibliches Kind sein kann. Weil er glaubt, Nicole habe ihn hintergangen, verlässt Grille die Familie und zieht zur Imbissverkäuferin Biggi. Nicole ist sich sicher, dass Grille der Vater ihres Kindes sein muss. Ein Bluttest in der Klinik ergibt, dass auch sie nicht Dennis’ Mutter sein kann. Sie glaubt an eine Verwechslung der Neugeborenen und erhält unter der Hand die Adresse der anderen Frau, die vor neun Jahren gleichzeitig mit ihr dort ein Kind zur Welt brachte: Die Musikerin Britta Callenberg ist mit einem Anwalt verheiratet und wohnt in einem eleganten Einfamilienhaus. Ihr Sohn Sebastian ist ein behütetes Einzelkind. Nachdem Nicole Wagner mit ihr Kontakt aufgenommen hat, veranlasst Britta Callenberg einen Mutterschaftstest, der die Verwechslung der Kinder bestätigt. Grille kehrt daraufhin reumütig zu Nicole zurück.
Während die Callenbergs überlegen, wie sie Sebastian schonend beibringen können, dass er nicht ihr leibliches Kind ist, ruft Grille dies seinem Dennis beim Fußball hinterher, als dessen Leistungen nicht den väterlichen Erwartungen entsprechen. Bei einem Treffen im Haus der Callenbergs lernen sich die beiden Familien näher kennen und vereinbaren, an den bisherigen Verhältnissen nichts zu ändern. Doch der Anwalt Sven Callenberg möchte sich nicht damit abfinden, dass sein leiblicher Sohn in Armut aufwächst und beantragt beim Familiengericht dessen Herausgabe. Die Behörde legt jedoch fest, dass beide Kinder zunächst für drei Monate zu ihren leiblichen Eltern umziehen sollen.
Die Jungen müssen sich nun in der fremden Welt des jeweils anderen zurechtfinden. Dennis eckt bei den Callenbergs mit seinem Fernsehkonsum, dem Dialekt und schlechten Umgangsformen an, zu Brittas Freude spielt er jedoch spontan auf dem Cello, wie sie schon während ihrer Schwangerschaft. Sebastian erfreut Grille mit guten Leistungen im Fußball. Er ist unglücklich über seine 3− in der Mathearbeit, wird dafür jedoch von der neuen Familie als Streber gefeiert. Ansonsten hat er es schwer, sich dort zu behaupten. Eines Abends flieht er zurück zu den Callenbergs. Nicole möchte ihn zurückholen, doch als sie sieht, wie gut es die Kinder dort haben, entschließt sie sich spontan, ihren Sohn zur Adoption freizugeben. Grille ist darüber erzürnt und verlässt die Familie erneut.
Britta möchte wieder berufstätig werden. Sie bietet Nicole eine Wohnung in der Nähe ihres Hauses an und stellt sie als Kindermädchen und Haushälterin ein. Nicole nimmt am Familienleben der Callenbergs teil. Nach dem gemeinsamen Besuch einer Veranstaltung kommt es zu Intimitäten zwischen Nicole und Sven, was den anderen Familienmitgliedern nicht verborgen bleibt. Das getroffene Arrangement platzt daraufhin, auch die Adoption war noch nicht rechtskräftig. Während Frau Metzler vom Jugendamt Sebastian von den Callenbergs zurückholt, liefern sich Sven und Grille vor dem Haus eine Schlägerei. Das Familiengericht bestimmt, dass die Kinder dauerhaft zu ihren leiblichen Eltern kommen. Bis die Entscheidung rechtskräftig ist, was Jahre dauern kann, bleiben sie jedoch dort, wo sie bisher aufgewachsen sind und sollen Kontakt zu beiden Elternpaaren haben. Mit 14 sollen sie selber entscheiden können, wo sie leben möchten.
Im Schlussbild besprechen Dennis und Sebastian ihre Familienverhältnisse: Britta und Sven Callenberg planen die Scheidung, Nicole und Grille ihre Heirat.

## Themen
Durch die Konfrontation der beiden Familien aus unterschiedlichen Milieus demonstriert der Film die ungleichen Lebensbedingungen von Kindern in Deutschland. Laut Drehbuchautor sind in keinem anderen westeuropäischen Land die Lebenschancen so sehr von der Herkunft abhängig. Die soziale Stellung wird auch durch die Verwendung des Dialekts unterstrichen: Während die Unterschicht-Familie badischen Dialekt spricht, spricht man in der Anwaltsfamilie hochdeutsch.

## Hintergrund

### Produktion
Das geteilte Glück wurde von Producers at Work für den Südwestrundfunk produziert. Die Dreharbeiten fanden vom 3. November bis 9. Dezember 2009 in Freiburg und Berlin statt. In Freiburg wurde unter anderem im Rektorat der Universität gedreht, das im Film das Jugendamt darstellt, auf einem Baugerüst am Münster, auf dem Schlossberg und im Stadtteil Weingarten. Neben einigen Außenaufnahmen entstanden auch die Innenaufnahmen überwiegend in Berlin.

### Besetzung

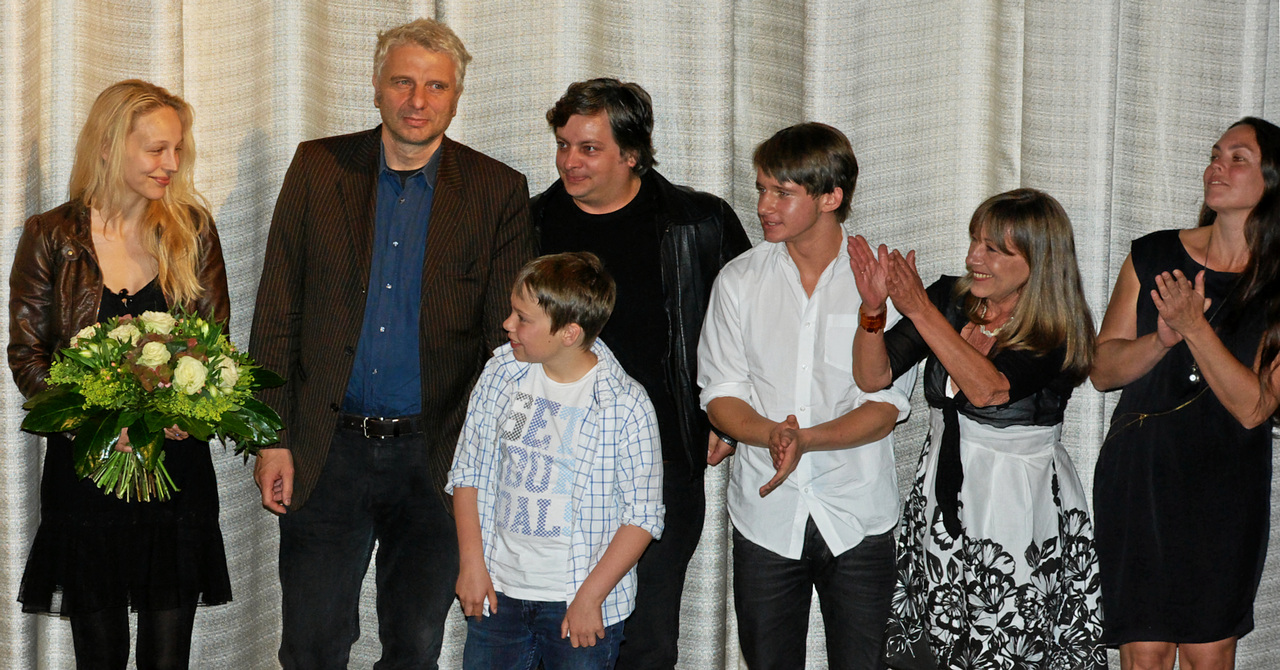
Die Darsteller bei der Premiere auf dem Filmfest München 2010: Petra Schmidt-Schaller, Udo Wachtveitl, Andreas Warmbrunn (vorne), Rüdiger Klink, Thimo Meitner, Ruth Wohlschlegel und Kathrin Freundner

Udo Wachtveitl hatte für Regisseur Thomas Freundner seit 1997 bereits in drei Tatort-Folgen und im Fernsehfilm Juli mit Delfin Hauptrollen gespielt. Wachtveitl nahm Einfluss auf das Drehbuch, um die Figur des Anwalts Callenberg „nicht zu eindimensional“ erscheinen zu lassen.
Der Kurpfälzer Rüdiger Klink musste sich in einem Casting gegen andere Dialektsprecher durchsetzen, da die Rolle Grille von Anfang an als Dialektrolle vorgesehen war. Petra Schmidt-Schallers Rolle war dagegen ursprünglich nicht in Dialektfassung geschrieben, sondern wurde auf ihren Wunsch in badischen Dialekt übertragen, den sich die Berliner Schauspielerin für diese Rolle aneignete. Schmidt-Schaller hatte 2008 bereits in dem ebenfalls von Stefan Dähnert für den SWR geschriebenen Tatort Bluthochzeit eine Hauptrolle gespielt.
Der 1999 geborene Freiburger Schüler Andreas Warmbrunn stand für Das geteilte Glück zum ersten Mal vor der Kamera. Er hatte sich für ein Casting des SWR beworben, das er gewann. Eine weitere Rolle erhielt er später als Sid in Hermine Huntgeburths 2010 gedrehtem Kinofilm Tom Sawyer. Ludwig Skuras, Jahrgang 1998, hatte schon früher erste Dreherfahrungen gesammelt, unter anderem in Henri 4.

### Veröffentlichung
Der Film feierte seine Uraufführung am 26. Juni 2010 beim Filmfest München im Wettbewerb um den Bernd Burgemeister Fernsehpreis. Am 5. und 6. November 2010 lief er bei den Biberacher Filmfestspielen. Auch bei der Filmschau Baden-Württemberg 2010 war Das geteilte Glück im Wettbewerb. Die Fernsehausstrahlung als Mittwochsfilm im Hauptabendprogramm des Ersten fand am 2. Februar 2011 statt. Dabei erreichte der Film im Schnitt 5,5 Millionen Zuschauer und einen Marktanteil von 16,4 %. Er lag damit deutlich über dem sonst an diesem Sendeplatz erreichten Durchschnitt.
Edel Germany veröffentlicht Das geteilte Glück ab April 2012 auf DVD in seiner Reihe Ausgezeichnet! – Die Gewinner-FilmEdition.

## Rezeption
Fernsehzeitschriften und die Tagespresse bewerteten den Film überwiegend positiv. So lautete das Urteil bei TV Spielfilm: „Berührendes Thema, großartig gespielt“. „Das tolle Ensemble […] zeichnet die Figuren facettenreich und differenziert.“ Barbara Sichtermann nannte den Film im Tagesspiegel ein „verdienstvolles und vergnügliches Sozialdrama zur Schichtenproblematik“, das eine „rundum gelungene Mischung aus packendem Drama, zweifacher Milieustudie und sensibler Personenzeichnung“ biete und „weit aus dem Einerlei der üblichen Movie-Unterhaltung“ heraussteche. „‚Das geteilte Glück‘ […] erzählt eine unwahrscheinliche Geschichte, präsentiert aber die Charaktere, die sich in diesem Konflikt bewähren oder an ihm verzweifeln, so wahrscheinlich, so glaubhaft und so schön gebrochen, wie man es sonst nur aus der Wirklichkeit kennt. Der Film hat Feinschliff, Spannung und Tiefe und sogar Humor, alles stimmt.“
Der Stern brachte anlässlich der Fernseh-Erstausstrahlung in seiner TV-Beilage von Heft 5/2011 eine doppelseitige Titelgeschichte über Petra Schmidt-Schaller, in der ihr überzeugendes, sehr berührendes Spiel bescheinigt wurde. Auch taz-Mitarbeiter Jens Müller lobte in seiner Besprechung des „sehr guten“ Fernsehfilms vor allem Petra Schmidt-Schaller und forderte, sie für ihren Auftritt „mit sämtlichen Filmpreisen auszuzeichnen, die das Land zu vergeben hat“. Neben den „hervorragenden“ Ulrike Grote, Udo Wachtveitl und Rüdiger Klink sei sie „herausragend“ und bewahre mit der „durch und durch emphatischen, glaubwürdigen, wahrhaftigen“ Darstellung der „quälenden Zerrissenheit ihrer Unterschicht-Mutti“ die Figur vor der Klischeefalle. Ähnlich äußerten sich der Rezensent der Neuen Osnabrücker Zeitung und Tilmann P. Gangloff, der meint, Petra Schmidt-Schaller und Rüdiger Klink spielten „das proletarische Pärchen gerade auch wegen des Dialekts ungeheuer überzeugend.“ Dass man die „konstruiert wirkende Konstellation“ des Films akzeptiere, liege „nicht zuletzt an den vorzüglichen Schauspielern“. Auch dramaturgisch funktioniere die Geschichte, da Drehbuchautor Stefan Dähnert sie durch geschicktes, mehrfaches Schlagen entscheidender Haken zum Dreiakter mache.
Der Kritiker Rainer Tittelbach bescheinigte den Hauptdarstellerinnen, allen voran Petra Schmidt-Schaller, „große Klasse“. Auch wenn die SWR-Produktion ästhetisch und dramaturgisch „kein großer Film“ sei, so sei sie dennoch gesellschaftspolitisch relevant, „packend und aufwühlend“. Auch die Kinderdarsteller erhielten mehrfach Lob.

### Auszeichnungen
Bei den Biberacher Filmfestspielen 2010 gewann Das geteilte Glück  den Fernsehbiber, die Auszeichnung im Wettbewerb für Fernsehfilme. Die Jury, bestehend aus Rita Serra-Roll, Barbara Beauvais und Jürgen Bretzinger, bezeichnete den Film als „moderne Version des ‚kaukasischen Kreidekreises‘, die mit Mut zum Humor erzählt“ werde und „durch den regionalen Bezug und den selten im deutschen Fernsehfilm gehörten Dialekt eine hohe Authentizität“ bekomme. „Hinreißende Schauspieler, ein intelligentes Drehbuch und ein Regisseur, der diese Stärken klug umsetzt, ergeben einen herausragenden und preiswürdigen Fernsehfilm.“
Petra Schmidt-Schaller erhielt für ihre Rolle den 2012 erstmals vergebenen Deutschen Schauspielerpreis in der Kategorie weibliche Hauptrolle sowie eine Nominierung für den Deutschen Fernsehpreis 2011 in der Kategorie Beste Schauspielerin.